# Lavit
 Lavit  es una comuna y población de Francia, en la región de Mediodía-Pirineos, departamento de Tarn y Garona, en el distrito de Castelsarrasin. Es cabecera y mayor población del cantón homónimo.
Su población en el censo de 1999 era de 1.570 habitantes.
Está integrada en la Communauté de communes de la Lomagne Tarn-et-Garonnaise .

## Demografía
| 1079 | 1078 | 1263 | 1432 | 1612 | 1570 |
| Para los censos de 1962 a 1999 la población legal corresponde a la población sin duplicidades (Fuente: INSEE [Consultar]) |      |      |      |      |      |